# Emanuela Liuzzi
Emanuela Liuzzi (Giugliano de Campania, 27 de abril de 2000) es una deportista italiana que compite en lucha libre. Ganó una medalla de bronce en el Campeonato Europeo de Lucha de 2023, en la categoría de 50 kg.

## Palmarés internacional
| Campeonato Europeo | Campeonato Europeo | Campeonato Europeo | Campeonato Europeo |
| Año                | Lugar              | Medalla            | Categoría          |
| ------------------ | ------------------ | ------------------ | ------------------ |
| 2023               | Zagreb (Croacia)   | Medalla de bronce  | 50 kg              |